# Yasuhikotakia longidorsalis
Yasuhikotakia longidorsalis е вид лъчеперка от семейство Cobitidae.

## Разпространение
Видът е разпространен в Лаос и Тайланд.

## Описание
На дължина достигат до 8 cm.